# Elek Benedek
Elek Benedek (n. 30 septembrie 1859, Bățanii Mici, România – d. 17 august 1929, Bățanii Mici, Bățani, Covasna, România) a fost un scriitor, jurnalist și povestitor secui.
A fost unul dintre inițiatorii literaturii maghiare pentru copii.
A studiat la Odorheiu Secuiesc și, mai târziu, la Budapesta. Încă din studenție a cules elemente folclorice. Rezultatul a fost colecția „Basme populare din Transilvania”, care a fost întâmpinată cu o critică atât de pozitivă, încât tânărul Elek Benedek și-a întrerupt studiile. A lucrat la început ca jurnalist pentru Budapesti Hírlap („Foaia de Știri din Budapesta”) și pentru alte ziare.
A fost membru al parlamentului maghiar la Budapesta între 1887 și 1892. În discursurile sale s-a angajat în favoarea literaturii de tineret și a poeziei folclorice, a limbii populare și a învățământului public.
În 1889 a fondat, împreună cu Lajos Pósa, prima revistă literară maghiară pentru tineri, "Az Én Újságom". El a fost editorul lui Jó Pajtás ("bunul") cu Zsigmond Sebők. De asemenea, a editat o serie de cărți pentru tineret, numită Kis Könyvtár ("Biblioteca mică"); aceasta a apărut mai târziu ca Benedek Elek Kis Könyvtára ("Biblioteca mică a lui Benedek Elek"). În 1900 sa alăturat grupului "Kisfaludy Group / Kisfaludy Tarsasag", un grup de scriitori și poeți maghiari celebri. De asemenea, el a scris poezii, drame, romane și cărți de ficțiune istorică, dar cele mai renumite au fost "Szekely Fairy-Tails".
În 1885 a apărut Székely Tündérország ("Țara de secetă"), care conține primele basme originale de la autori. Șase ani mai târziu, în 1891, a apărut Székely mesemondó ("Povestitorul din Secuime"). Cel mai mare provocare a lui Benedek a fost Magyar mese- és mondavilág ("Lumea poveștilor și a legendelor"), care a apărut în 5 volume, între 1894 și 1896. Această carte a fost dedicată împlinirii mileniului maghiar.
Pe lângă povestirile originale, a tradus în limba maghiară multe povești din cele culese de Frații Grimm, precum și cele grupate în O mie și una de nopți.
După Tratatul de la Trianon (care a atribuit Transilvania Regatului României), s-a întors în satul natal, Bățanii Mici, unde a editat revista de tineret Cimbora ("Prietenul"), până a murit.

## In memoriam
- Casa Memorială „Benedek Elek”, comuna Bățanii, județul Covasna

## Literatură de specialitate despre Benedek Elek
- hu Benedek Marcell: Magyar író tragédiája 1929-ben. Benedek Elek utolsó évei. Budapest, 1930. Szerző kiad.
- hu Vezér Erzsébet: Benedek Elek. Budapest, 1937. Pápai Ernő műintézet.
- hu Halljátok emberek? Benedek Elek - politikai írások és irodalmi bírálatok. Összeáll., bev. és jegyz. ell.: Balogh Edgár. Bukarest, 1957. Áll. Irod. és Műv. Kiadó.
- hu Benedek Elek: A harismadár. Novellák, karcolatok, elbeszélések. Bev.: Balogh Edgár. Bukarest, 1959. Áll. Irod. és Műv. Kiadó.
- hu A százesztendős jövendőmondó. Karcolatok, elbeszélések, cikkek. Bev.: Balogh Edgár. Bukarest, 1967. Irod. Kiadó.
- hu Lengyel Dénes: Benedek Elek. Budapest, 1974.  Gondolat.
- hu Benedek Elek emlékkönyve. Szerk.: Lengyel László. Budapest, 1990. Móra.
- hu Csire Gabriella: Elek Apó Cimborája. Antológia. Válogatás a 'Cimbora' évfolyamaiból (1922-1929) (Sz.udvarhely, 1994, 2000.)
- hu Benedek Elek irodalmi levelezése. 1921-1929. Közzéteszi: Szabó Zsolt. 1-4. köt. Bukarest, 1979-2002. Kriterion.
- hu Perjámosi Sándor - A. Szála Erzsébet - Gazda István: Az ismeretlen Benedek Elek. Kötetben eddig nem közölt, 1881 és 1892 között írt publicisztikáiból. Sopron - Piliscsaba, 2006. Kiad.: Nyugat-Magyarországi Egyetem Benedek Elek Kara és a Magyar Tudománytörténeti Intézet. ISBN 963-9276-57-X
- hu Perjámosi Sándor - A. Szála Erzsébet - Gazda István: Az ismeretlen Benedek Elek. Második gyűjtés. Kötetben eddig nem közölt, 1892 és 1910 között írt publicisztikáiból. Sopron - Piliscsaba, 2008. Kiad.: Nyugat-Magyarországi Egyetem Benedek Elek Kara és a Magyar Tudománytörténeti Intézet. ISBN 978-963-9276-66-6
- hu Bardócz Orsolya: Benedek Elek, Erdővidék Kiadó, 2009, Barót, Románia